# Bleicherweg 37–47

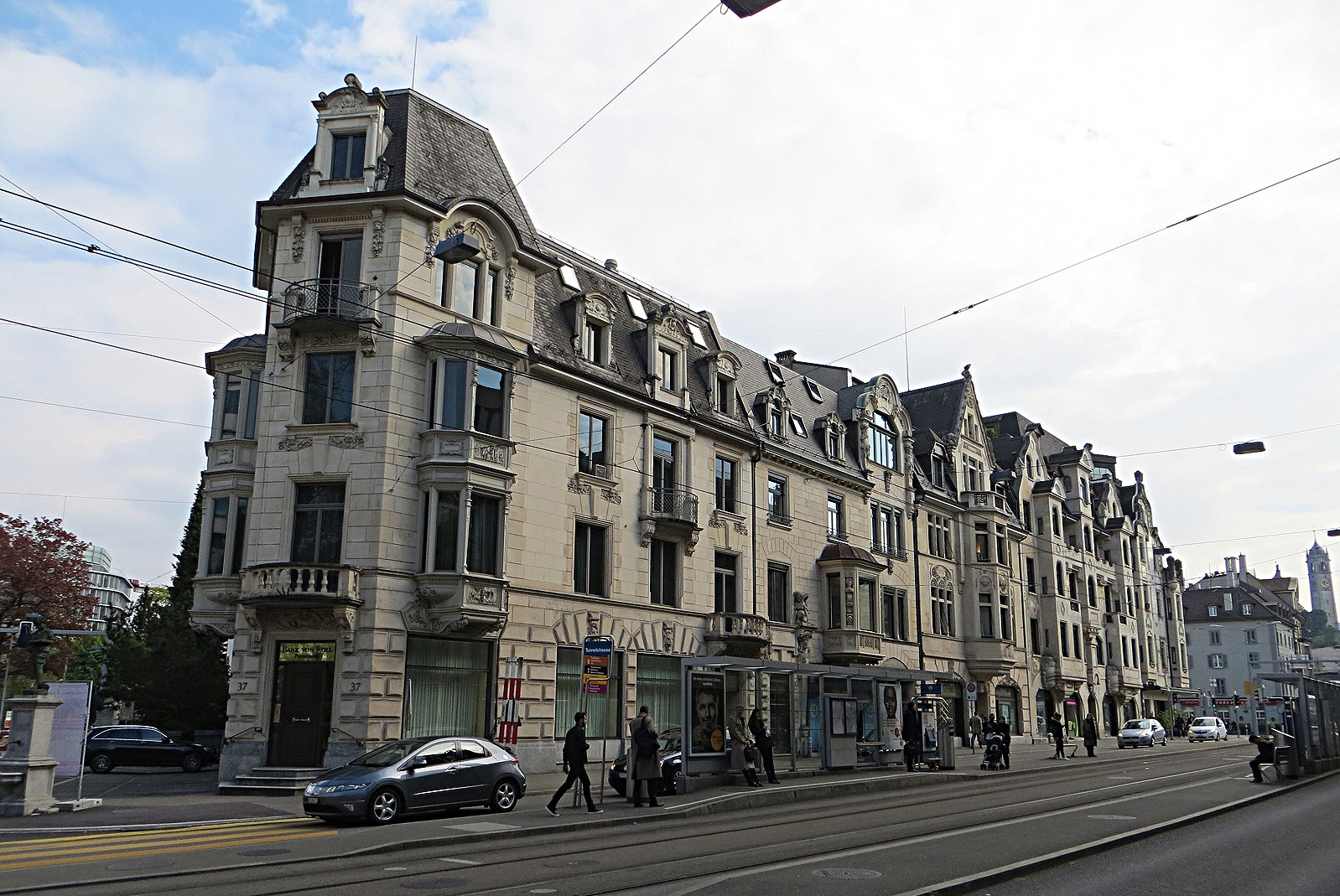
Gesamtansicht von Nordosten, 2016

Die Wohn- und Geschäftshäuser Bleicherweg 37–47 im Quartier Enge sind Baudenkmale im Kreis 2 der Stadt Zürich. Die gesamte Hauszeile wurde von 1893 bis 1906 errichtet und ist als Kulturgut von regionaler Bedeutung im Schweizerischen Kulturgüterschutzinventar verzeichnet (KGS-Nummer 08033).

## Lage
Das Gebiet zwischen Genfer- und Alfred-Escher-Strasse ist durch «stattliche Blockrandgevierte» mit vier- und fünfgeschossigen Wohn- und Geschäftshäusern geprägt. Die Baugruppe Bleicherweg 37–47 schliesst das Areal nach Norden ab. Der Strassenzug verläuft von Nordosten nach Südwesten. Östlich anschliessend liegt das, ebenfalls als Kulturgut verzeichnete, Hochhaus zur Palme (Bleicherweg 33, KGS-Nummer 10382) aus dem Jahr 1964. Das der Nummer 47 gegenüberliegende Haus Bleicherweg 74 ist ein geschütztes Baudenkmal.

## Geschichte und Beschreibung
Die «Innere Enge» entwickelte sich im 19. Jahrhundert zum Stadterweiterungsgebiet. Wichtige Ausfallachse war der Bleicherweg. Die Bebauung des oben genannten Gebiets erfolgte von 1890 bis 1910 und wurde in den 1920er-Jahren ergänzt. Jüngere Ersatzbauten sind wegen der «parzellenübergreifenden Volumen innerhalb der kleinteiligen Bebauungsstruktur leicht störend».
Die drei älteren Häuser (37–41) im Stil des Historismus wurden von 1893 (Nr. 39) bis 1898 (Nr. 41) erbaut. Die viergeschossigen Bauten zeigen strassenseitig «reich instrumentierte Schaufassaden» mit Erkern, Balkonen, Zwerchgiebeln und Lukarnen.
Die sechsgeschossigen Gebäude Bleicherweg 45 und 47 (Chachelihus) wurden 1905/1906 im Jugendstil erbaut und 1971 bzw. 1979 unter Denkmalschutz gestellt. Planer waren die Architekten Alfred Chiodera und Theophil Tschudy. Chiodera, der auch malte, richtete im Chachelihus ein Atelier ein. Letzteres verdankt seinen Namen den farbigen Kacheln. Diese werden bei Nummer 45 zurückhaltender eingesetzt. Wesentliches Gestaltungselement der Strassenseite sind dort die vier, von Antonio De Grada gemalten, allegorischen Frauengestalten, die die Tageszeiten symbolisieren. Die Seccomalerein wurden 2010 neu gefasst, ihnen drohte 1971 die Zerstörung. Die Bauwerke «gehören zu den besten Beispielen der Jugendstilarchitektur in Zürich».

Hausansichten
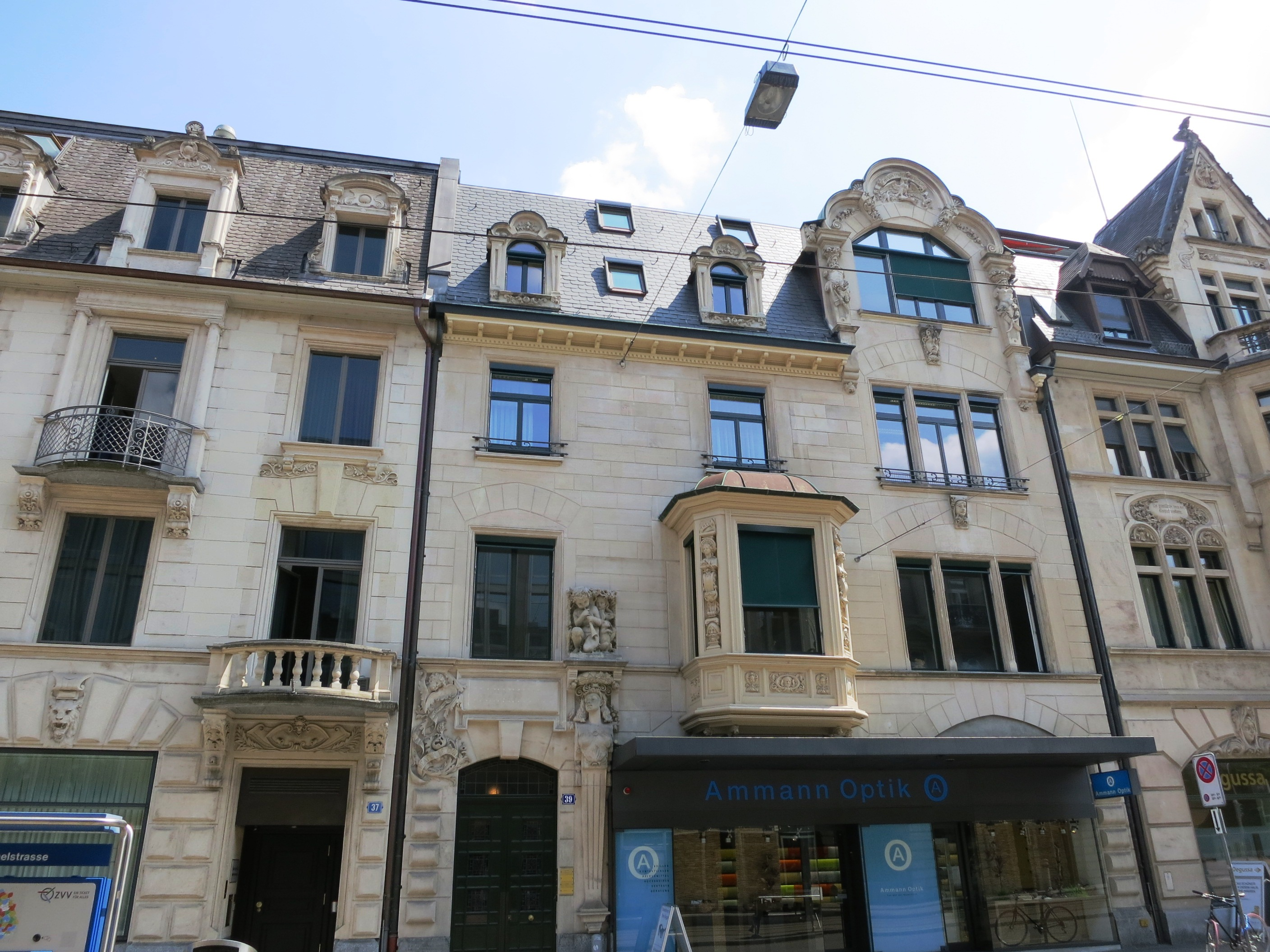
Bleicherweg 39
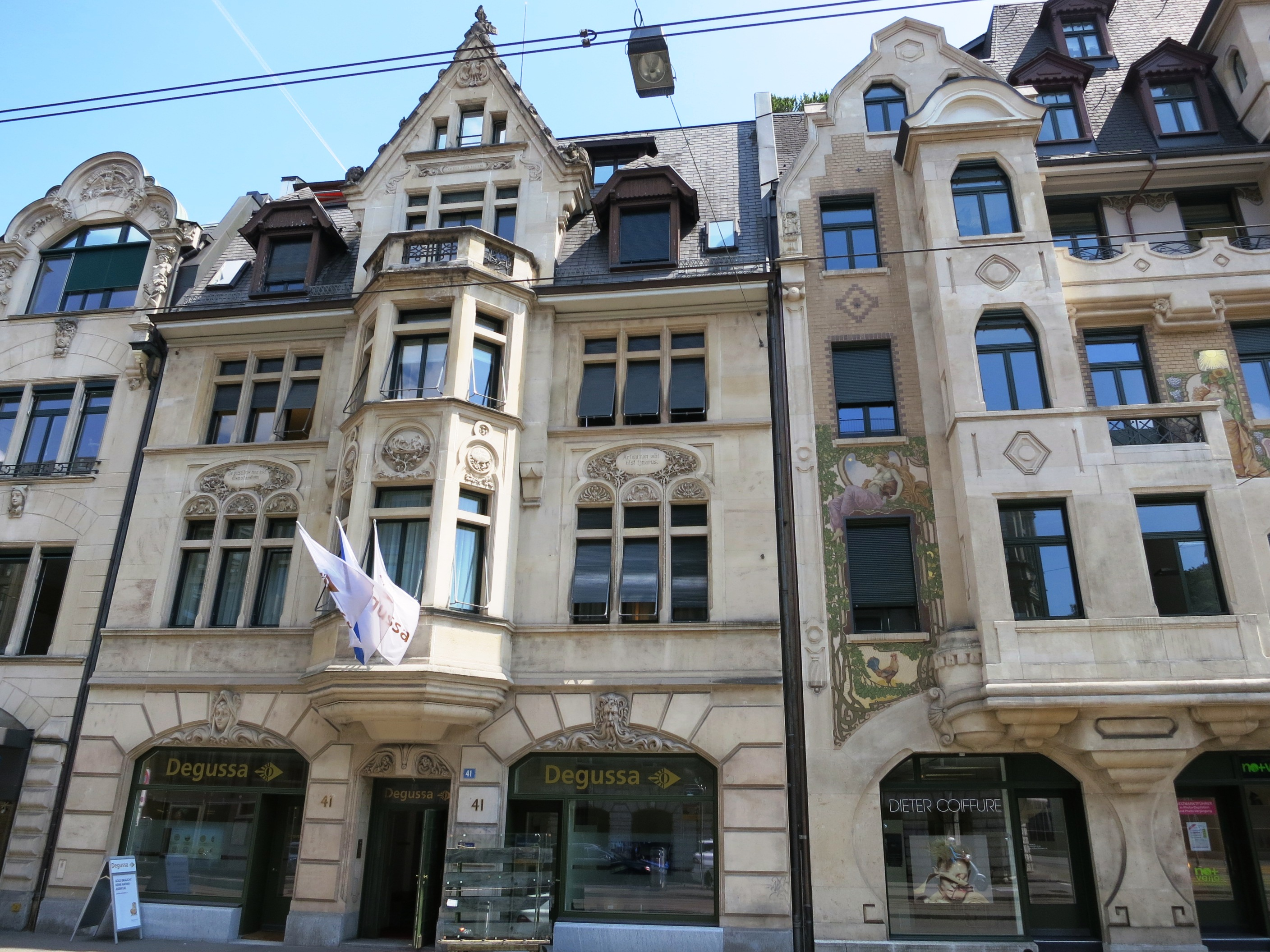
Bleicherweg 41
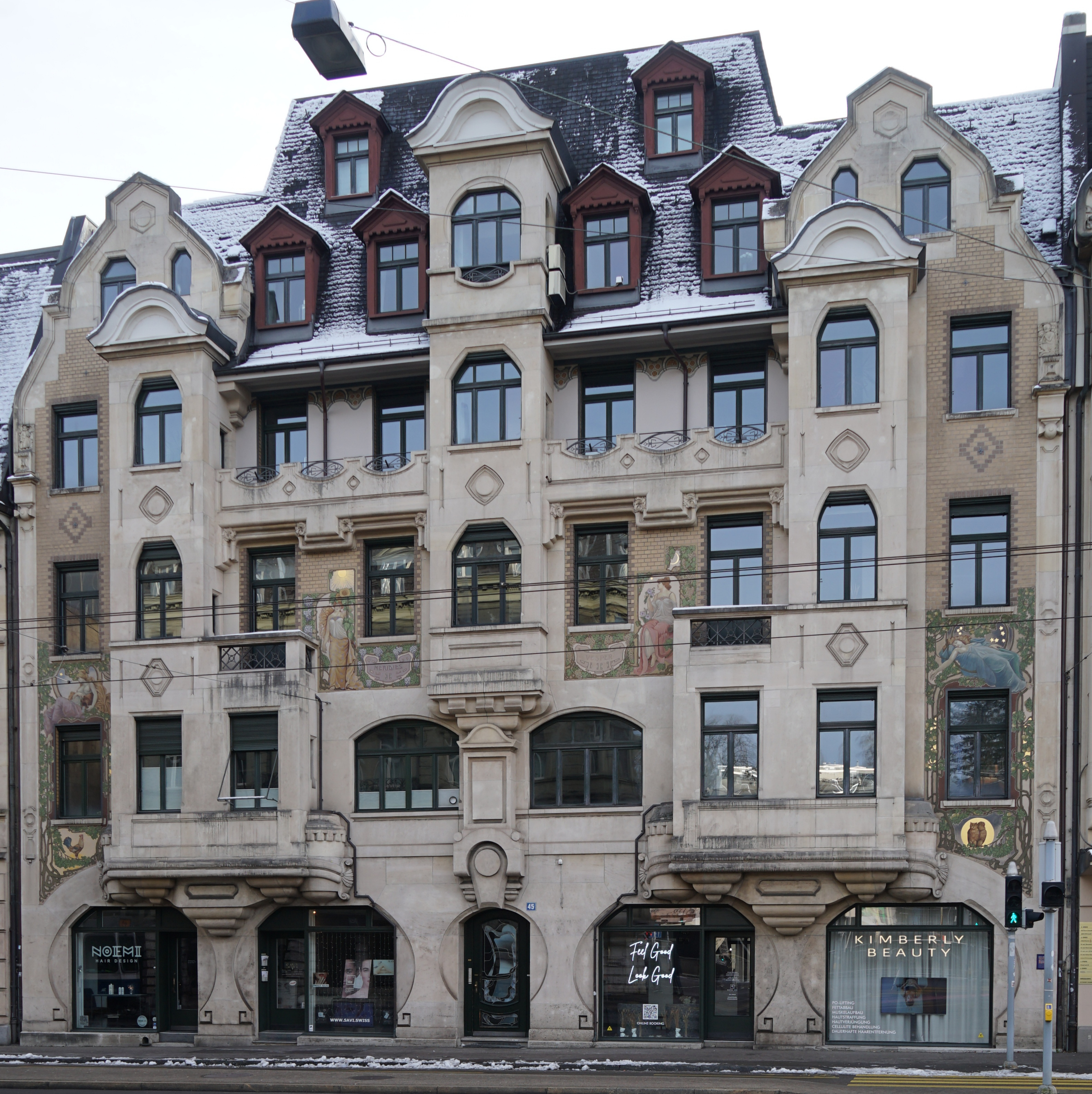
Bleicherweg 45
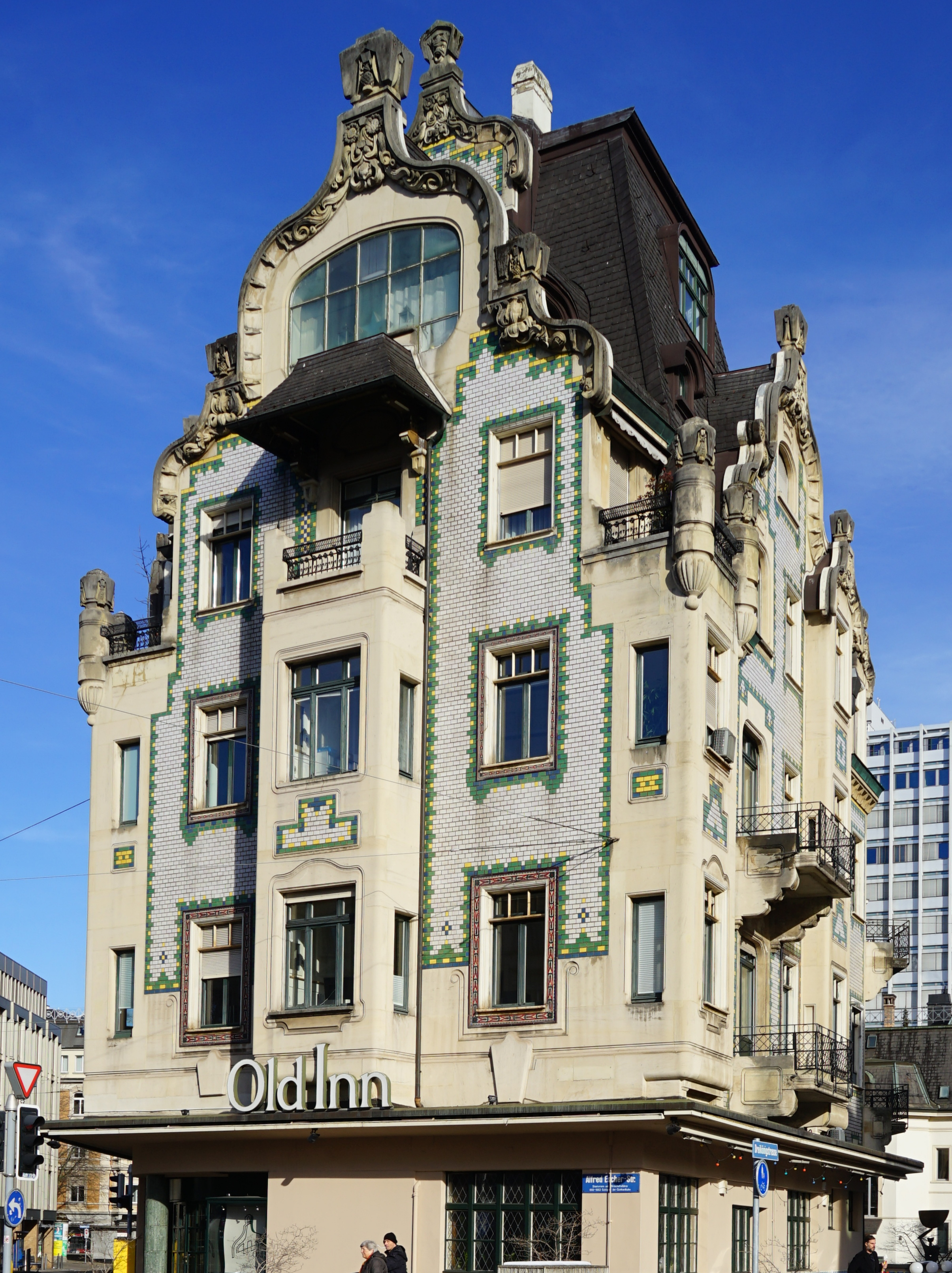
Chachelihus, Nr. 47
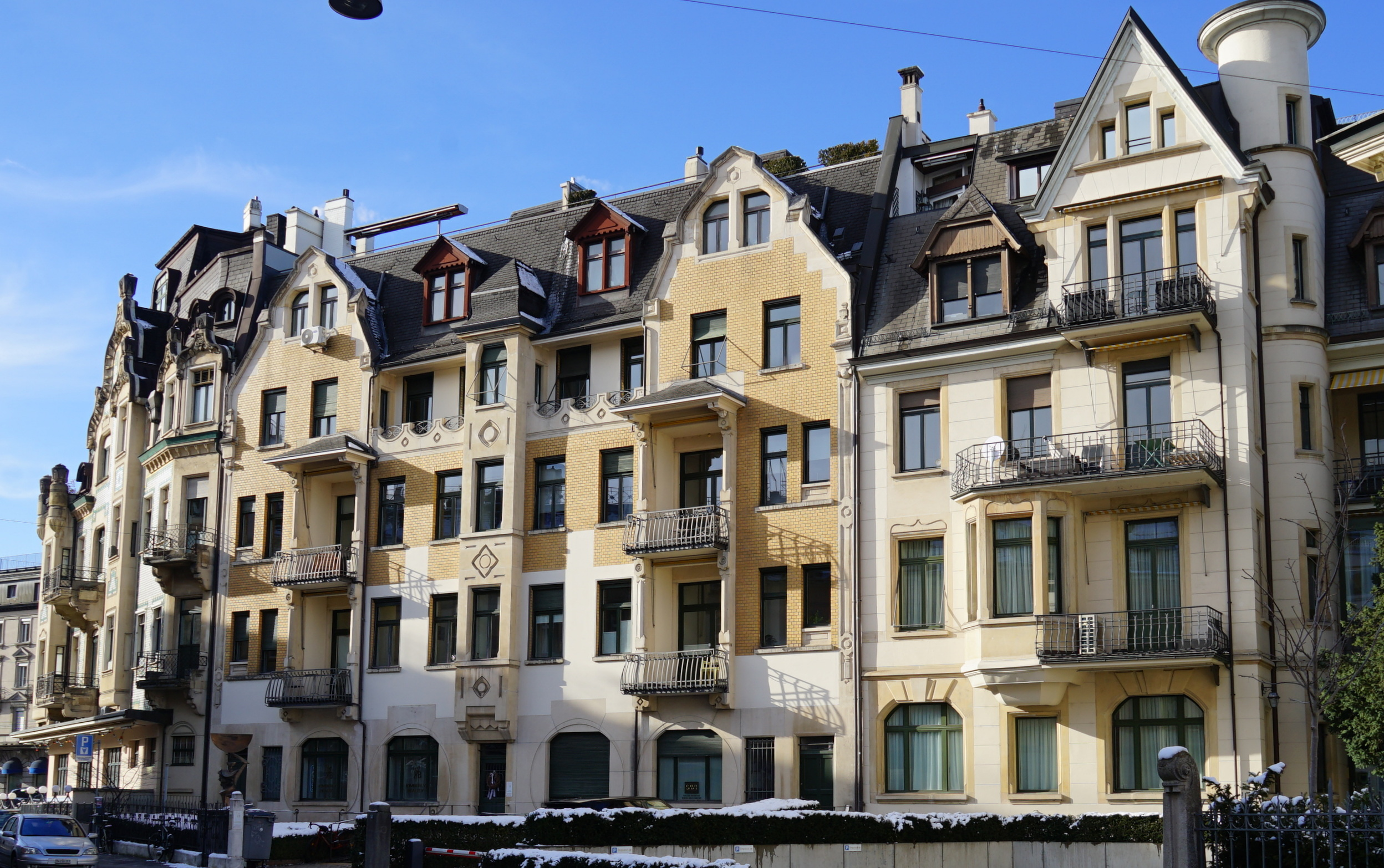
Rückseiten von Nr. 41, 45 und 47

## Belege
1. ↑  Bleicherweg 37, 39, 41, 45 und 47; 43 ist nicht vergeben.
2. 1 2 3  Enge (EN). Kreis 2, Gemeinde Zürich, Kanton Zürich. Im. Inventar der schützenswerten Ortsbilder der Schweiz (ISOS; PDF, abgerufen am 4. Februar 2024). S. 9–10, 20.
3. ↑  Stadt Zürich: e-pics im baugeschichtlichen Archiv.
4. 1 2  Denkmaltafeln Bleicherweg 45 und Chachelihus an den jeweiligen Gebäuden.
5. ↑  rämibühl.ch: Chiodera & Tschudy (1878–1908), Architektengemeinschaft. (abgerufen am 4. Februar 2024)
6. ↑  stadt-zueri.ch: Der Bleicherweg. (abgerufen am 4. Februar 2024)
7. ↑  Marc Philip Seidel: Die vier Tageszeiten.

Koordinaten: 47° 21′ 57,8″ N, 8° 31′ 58,2″ O; CH1903: 682651 / 246710